# Cafeteria

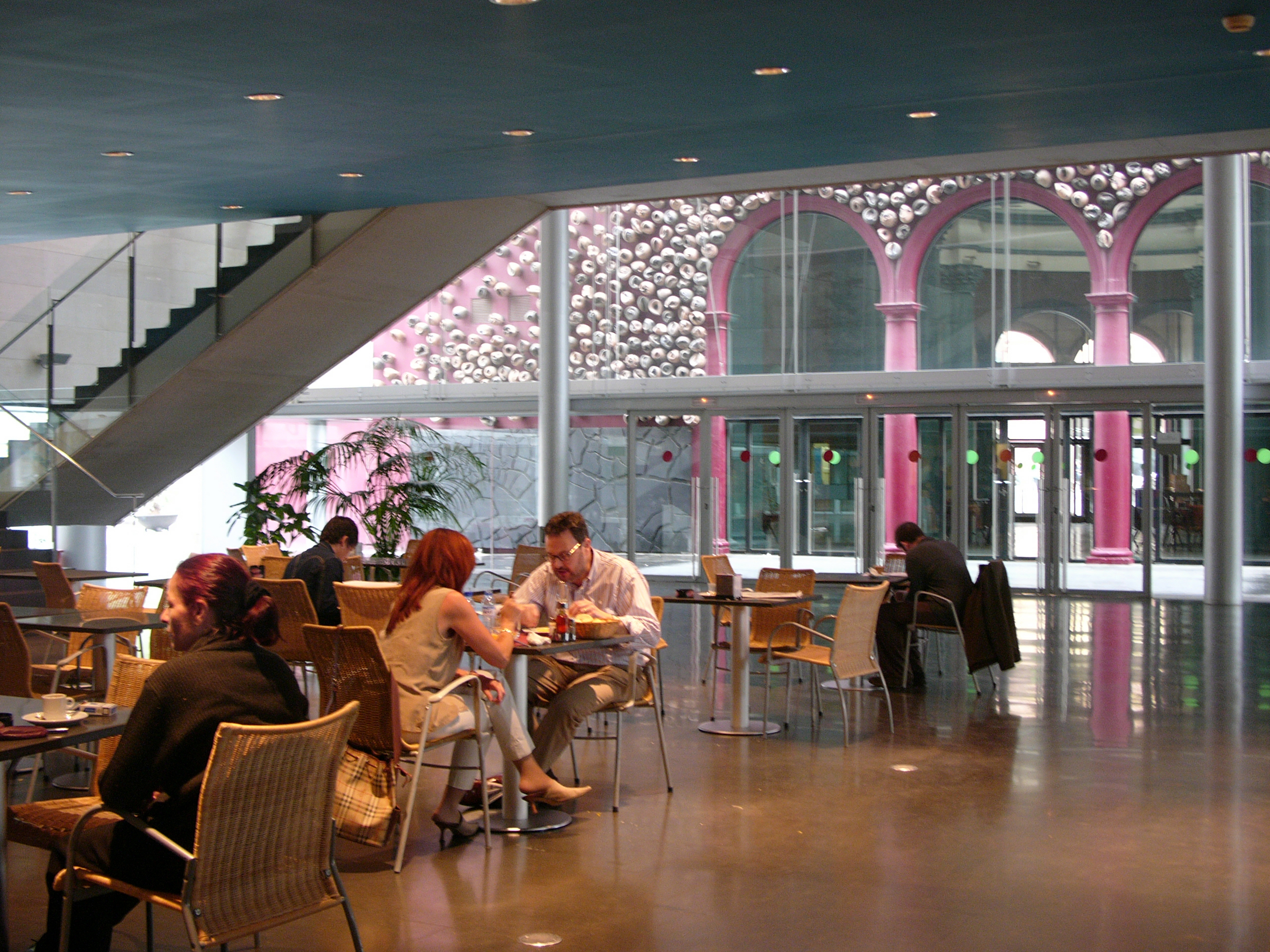
Cafeteria de l'Institut del Teatre, a Barcelona.

Una cafeteria o, simplement un cafè, és un establiment de cafè i altres begudes, on a vegades se serveixen aperitius i menjars. Les cafeteries tenen característiques en comú amb els bars i altres establiments, com els restaurants.
La tradició de la cafeteria com a lloc de reunió, per discutir, passar el temps, i no només com un lloc per consumir, és representatiu d'algunes ciutats del món. A aquesta tradició pertanyen a la cultura occidental ciutats com París, Viena, Londres, on amb l'excusa del cafè es passa el temps, mentre que en països consumidors de cafè com Itàlia el temps destinat al lloc és mínim.
En alguns països se'n diu cafeteria a un restaurant on no s'ofereix servei de cambrer, i on els clients utilitzen una safata, per passar a una barra de menús per a ordenar els seus plats, i després a la caixa per pagar, principalment en centres de treball i escoles.
En llocs com Estats Units, una cafeteria no emfatitza begudes alcohòliques; típicament, ni tan sols ofereix begudes alcohòliques, en lloc objectiu és, específicament en el cafè, te o xocolata amb llet. Altres menjars poden variar entre pa, brou, sandvitxos, i postres és que complementen el seu comerç. Als Estats Units, les cafeteries tradicionalment no ofereixen begudes alcohòliques ni cafè en les escoles d'ensenyament primari i middle school. Això és perquè les cafeteries americanes tradicionalment són vestíbuls-menjadors.
Les cafeteries són habituals en qualsevol lloc on hi hagi trànsit de gent amb poc temps per a un refrigeri, per exemple, als voltants de llocs de treball, en les escoles, estacions de tren o aeroports.

## Història

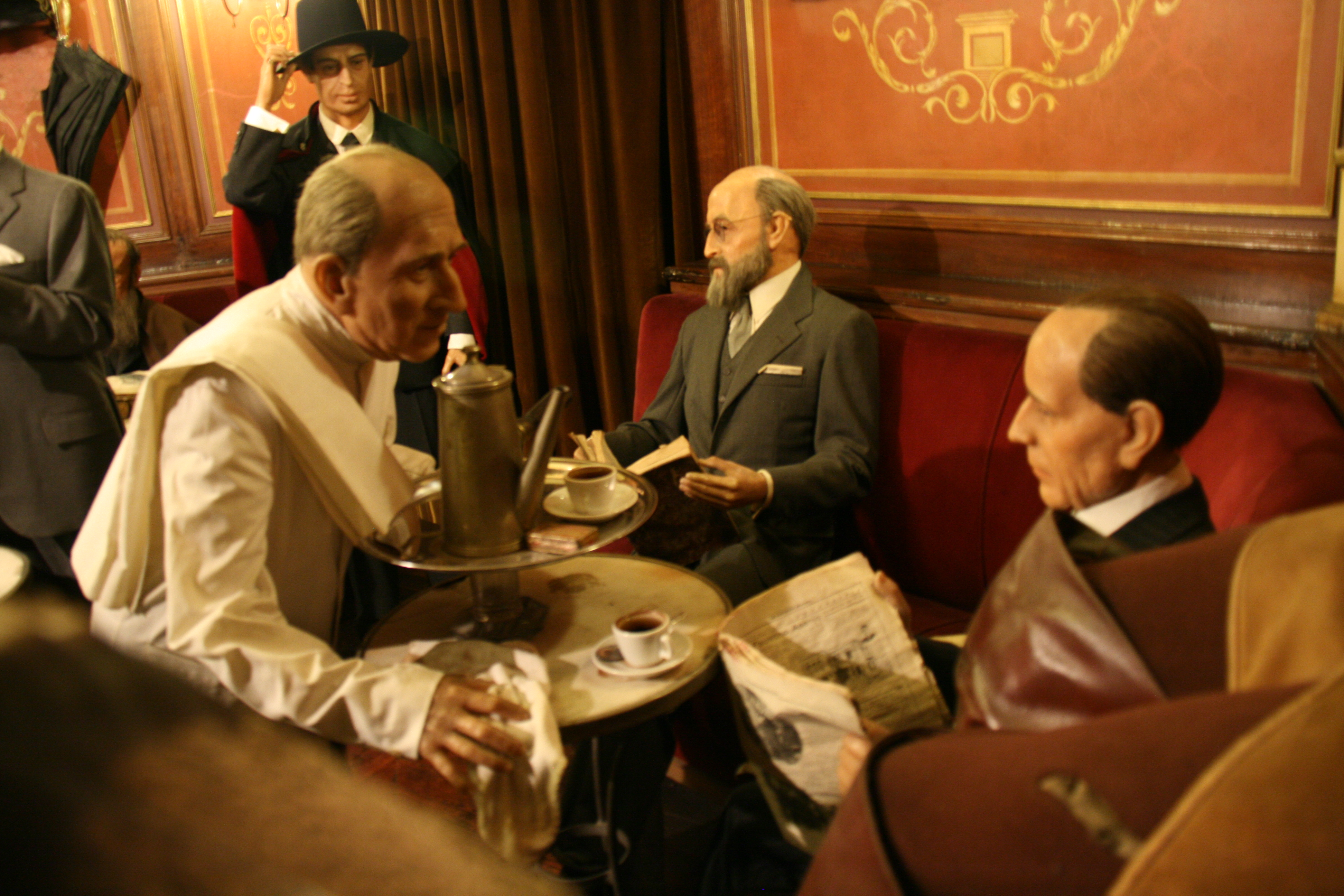
Escena recreada al museu de cera de Madrid sobre un Cafè de principis de segle XX

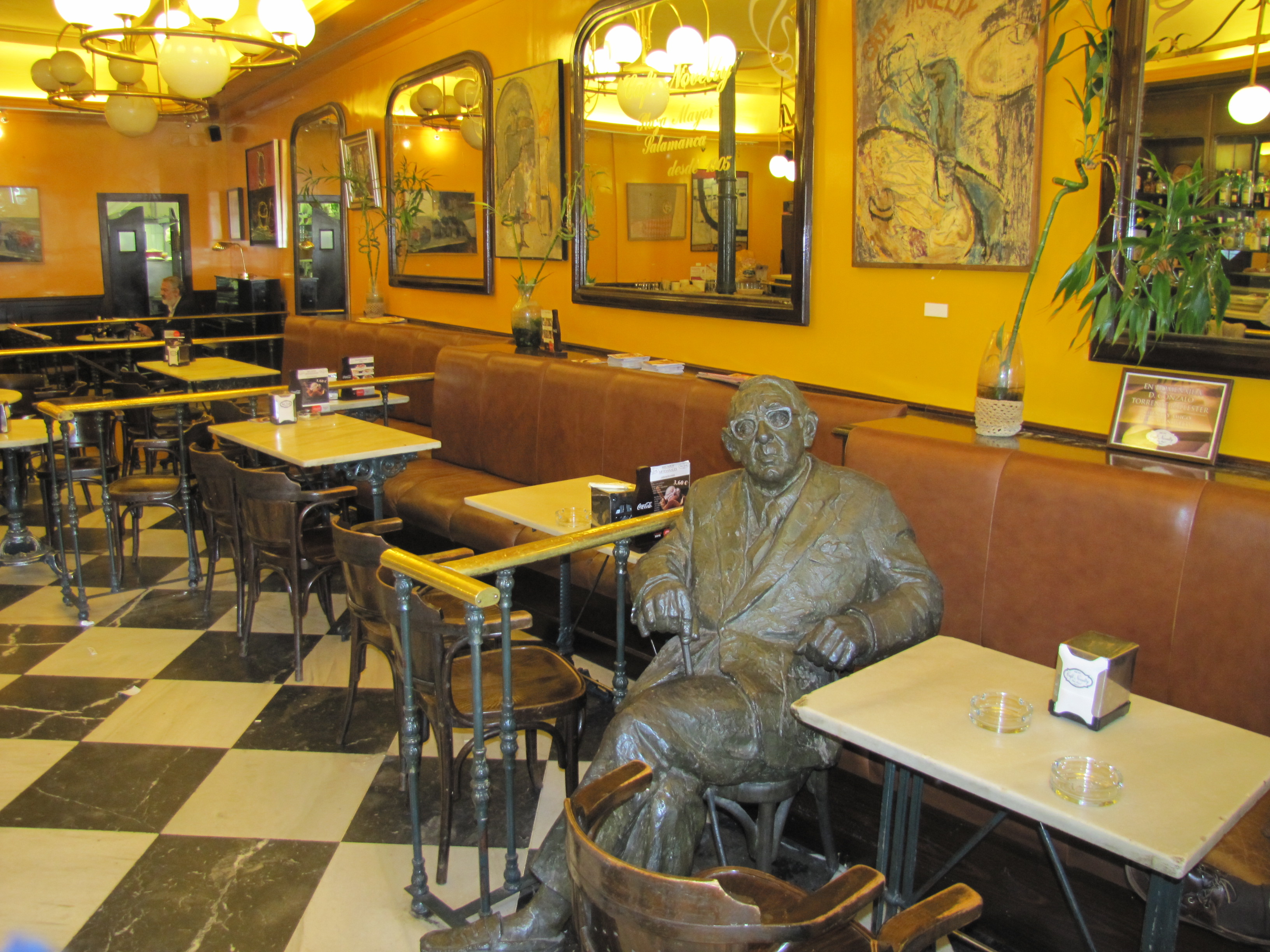
Estàtua dedicada a Gonzalo Torrente Ballester, al centenari Cafè literari Novelty a la Plaça Major de Salamanca, obra de l'escultor Fernando Mayoral.

Les primeres cafeteries es van començar a obrir a Istanbul a la dècada del 1550, i el seu nombre ràpidament va créixer. Aquests establiments eren punts de trobada per als turcs que es reunien a discutir temes d'homes i d'aquesta manera poder escapar de la vida quotidiana. Si bé els sultans van intentar en moltes ocasions prohibir les cafeteries, no van aconseguir obtenir resultats positius, ja que això hagués perjudicat l'alt impost que s'obtenia del comerç del cafè als territoris de l'Imperi Otomà (incloent els d'Europa.
Aviat el costum de les cafeteries exclusiu pels turcs es va estendre pels territoris dels Balcans ocupats per ells, i es presumeix que el concepte va entrar a l'Europa cristiana a través del Regne d'Hongria, ja que aquest actuava constantment de mitjancer entre el Sacre Imperi Romanogermànic i l'Imperi Otomà. entre una de les primeres cafeteries europees establertes d'acord amb les turques va ser el 1624, a Venècia, coneguda com  La Bottega del Caffé .
Posteriorment el concepte es va estendre àmpliament per Europa i el 1652 va ser instal·lada a París la primera de les posteriorment famoses cafeteries parisenques amb el nom de Café Procope, freqüentada per homes il·lustres com Voltaire, Diderot, Rousseau i Benjamin Franklin entre d'altres. El 1692 es va obrir la primera cafeteria a la ciutat de Londres. Després passaria el mateix a Berlín, a Viena i a Budapest. Les cafeteries es van convertir en llocs de reunió de filòsofs i intel·lectuals, on es discutia i s'intercanviaven idees. El caràcter de les cafeteries com a lloc de contacte humà i de conversa es manté fins als nostres dies. A Espanya, al fin de siècle, també els intel·lectuals van començar a reunir-se en cafeteries, algunes de les quals avui dia són autèntiques institucions: Cafè Zurich (Barcelona, 1862), Cafè Gijón (Madrid, 1888), Cafè Iruña (Pamplona, 1888, i Bilbao, 1903), Cafè Novelty (Salamanca, 1905) o el Cafè de Fornos (Madrid, 1907) entre d'altres.
Empreses internacionals com Starbucks han popularitzat el concepte i cultura del cafè instal·lant unes 5.000 cafeteries a tot el món, inspirats en les cafeteries més belles del món on es troben a la ciutat de la llum "París" les més antigues i famoses.